# ニシン売り (メツーの絵画)
『ニシン売り』（ニシンうり、蘭: De haringkoopvrouw、英: The Herring Seller）は、17世紀オランダ黄金時代の画家ハブリエル・メツーが1661-1662年ごろ、板上に油彩で制作した風俗画である。画面中央左に「GMetsu」と画家の署名が記されている。1908年にレンブラント協会（オランダの美術館の美術品購入に携わる芸術庇護者の協会）の援助により購入されて以来、アムステルダム国立美術館に所蔵されている。

## 作品
メツーは38歳で亡くなったが、その短い生涯でほかの画家がどんな作品を制作しているか、また絵画市場が何を求めているか見定め、それにしたがって主題を選択した。彼は最初、歴史画や本作のように質素な民衆が描かれた風俗画を集中的に制作した。
オランダは船乗りや漁師の国であったことから、それが17世紀のオランダ絵画にも反映しており、魚売りの女性や魚の静物を描いた作品も珍しくなかった。本作は、家々をまわって歩くニシン売りの姿を表している。ニシンは比較的安価で人気があり、健康的な食品として当時の論文でも称賛されていた。今日のオランダとは異なり、17世紀当時、ニシンは主に朝と午後に食されるものでった。また、カトリック教徒が肉を食さなかった金曜日には、新鮮な魚が十分に供給された。
粗末な家の中にいる老女は、取り上げられた魚の品定めをしている。高齢で背中の曲がった、地味な茶色の衣服を着た彼女は、健康そのものであるように見える若い魚売りの女性とは対照的である。メツーは若い女性に直接光を当て、老女を日陰に配置することで、より一層2人を対照的に見せている。